# 13608 Andosatoru
13608 Andosatoru è un asteroide della fascia principale. Scoperto nel 1994, presenta un'orbita caratterizzata da un semiasse maggiore pari a 2,3481947 UA e da un'eccentricità di 0,1458899, inclinata di 7,09481° rispetto all'eclittica.